# 레인보우 브리지 (나이아가라 폭포)
레인보우 브리지(Rainbow Bridge)는 나이아가라 강에 위치한 캐나다와 미국을 잇는 국제 다리이며, 전 세계에서 관광객이 가장 많이 방문하는 곳 중 한곳이다. 미국 뉴욕주 나이아가라 폴스와 캐나다의 온타리오주 나이아가라 폴스의 두 도시를 연결하고 있다.